# Signor Bonaventura
Signor Bonaventura je talijanski strip koji je 1917. godine stvorio glumac i dramatičar Sergio Tofano. Smatra se jednim od najpoznatijih i najuspješnijih stripova ikad stvorenih u Italiji.
Lik se prvi put pojavio 28. listopada 1917. u broju 43 Corriere dei Piccoli, dodatka za djecu Corriere della Sera. Bio je to strip na cijeloj stranici sastavljen od osam vinjeta, a svaka je bila popraćena tekstom u stihu.
Od tog trenutka Bonaventura se neprekidno pojavljivao svaki tjedan tijekom 26 godina, sve do 1943. godine. Nakon rata, ponovno počinje izlaziti, da bi se tijekom pedesetih postupno smanjivao, a šezdesetih godina ukinuo.
Zatim, nakon Tofanove smrti, lik su preuzeli njegov sin Gilberto Tofano i crtač Carlo Peroni.
Većina pustolovina signora Bonaventure završava tako što on iz različitih razloga dobiva ček od milijun (i kasnije milijardu) lira. To je zasjenjeno samim njegovim imenom čija etimologija dolazi od "bona", što znači "dobro", i "ventura", što (u ovom kontekstu) znači "stvari koje dolaze"; za više detalja o etimologiji pogledajte stranicu na talijanskoj Wikipediji o Bonaventuri (s imenom). "Signor" se jednostavno odnosi na muški rod lika, što doslovno znači "gospodin".

## Mediji
Signor Bonaventura bio je protagonist nekoliko drama koje je napisao i izveo Sergio Tofano između 1927. i 1953. godine. Lik je također adaptirao Paolo Poli 1966. u predstavi Un milione. Isti Tofano 1941. godine režirao je filmsku adaptaciju stripa, Princeza Pepeljuga (Cenerentola e il signor Bonaventura), u kojoj je glavnu ulogu tumačio Paolo Stoppa.